# Susan Tyrrell
Susan Tyrrell (San Francisco, 18 de marzo de 1945 - 17 de junio de 2012) fue una actriz estadounidense nominada al Óscar de ascendencia irlandesa, reconocida especialmente por su participación en los filmes de culto Forbidden Zone (1980) de Richard Elfman y Cry-Baby (1990) de John Waters.

## Biografía
Su padre fue uno de los principales agentes de la agencia de talentos William Morris Agency.
Durante años Tyrrell participó como actriz en producciones de verano y locales, interpretando, generalmente, roles estandarizados de ingenuidad. Después de trasladarse a la ciudad de Nueva York sus papeles crecieron sustancialmente, participando en varios shows de televisión de éxito como The Patty Duke Show o Bonanza.
En 1971 debutó en el cine con Shoot Out, dirigida por Henry Hathaway. Un año después, y a las órdenes de John Huston, interpretó a Oma, una alcohólica, en el drama de 1972 Fat City. Por este papel recibió su primera nominación al Óscar en la categoría de actriz de reparto.
En 1984 interpretó a Solly Mosler, una lesbiana malhablada y bravucona en el filme de culto Angel, dirigida por Robert Vincent O'Neill, y en su secuela de 1985 Avenging Angel. En la primera aparecía como antagonista del personaje principal y en la segunda como líder de un grupo de prostitutas travestis.
En 1990 interpretó a Ramona Rickettes bajo la dirección de John Waters en la comedia Cry Baby.

## Filmografía
- The Devil's Due at Midnight (2004)
- Anónimos (2003)
- Buddy Boy (1999)
- Relax, It's Just Sex (1998)
- Poison Ivy: The New Seduction (1997)
- Powder (1995)
- Motorama (1991)
- Cry-Baby (1990)
- Document of the Dead (1989)
- Far From Home (1989)
- Big Top Pee-wee (1988)
- The Chipmunk Adventure (1987)
- Los señores del acero (1985)
- Avenging Angel (1985)
- Angel (1984)
- Night Warning (1983)
- Forbidden Zone (1980)
- Andy Warhol's Bad (1977)
- La isla del adiós (Islands in the Stream), de Franklin J. Schaffner (1977)
- Nunca te prometí un jardín de rosas (1977)
- Wizards (1977) (no acreditada)
- Catch My Soul (1974)
- Fat City (1972)
- Shoot Out (1971)

## Premios y distinciones
Premios Óscar
| Año  | Categoría               | Película                | Resultado |
| ---- | ----------------------- | ----------------------- | --------- |
| 1973 | Mejor Actriz de Reparto | Fat City, ciudad dorada | Nominada  |